# Station Skalbmierz
Station Skalbmierz is een spoorwegstation in de Poolse plaats Skalbmierz.